# Temporär skillnad
Temporär skillnad är det belopp som uppstår då det föreligger en skillnad mellan det redovisade värdet och det skattemässiga värdet.
Exempel 
Om det redovisade värdet är 1000 och det skattemässiga värdet är 900 leder detta till en temporär skillnad om 100 (1000 - 900 = 100).